# Антонович, Даниил Исидорович
Дании́л Иси́дорович Антоно́вич (укр. Данило Сидорович Антонович; настоящая фамилия — Антонович-Будько; 10 [22] декабря 1889, Белополье, Харьковская губерния — 8 ноября 1975, Харьков) — украинский, советский актёр, театральный педагог. Народный артист СССР (1954). Лауреат Сталинской премии второй степени (1948).

## Биография
Родился 10 (22) декабря 1889 года (по другим источникам — в 1882) в Белополье (ныне в Сумской области, Украина).
В 1919 году окончил Киевский музыкально-драматический институт имени Н. В. Лысенко (ныне Киевский национальный университет театра, кино и телевидения имени И. К. Карпенко-Карого). Получил диплом № 1 этого учебного заведения.
Сценическую деятельность начал в 1917 году в Национальном образцовом театре. С 1919 года — актёр Первого театра УСР имени Т. Шевченко. С 1920 года работал с Л. Курбасом в труппе передвижного театра «Кийдрамте», с которой в 1922 году вошёл в созданный театр «Березиль» (всё в Киеве). В 1923—1926 годах — актёр Первого русского рабочего театра в Москве.
В 1926 году, после переезда театра «Березиль» (с 1935 — Харьковский украинский драматический театр имени Шевченко) в бывший в то время столицей Украинской ССР Харьков, возвратился в театр и снова стал одним из ведущих актёров. После разгрома театра в 1933 году остался в труппе.
Образы актёра монолитны и целостны, исполнены оптимизма и высокого гуманизма. Актёр чётко определяет сущность мировоззрения своих героев, выражает их глубокую человечность, душевное богатство, поэтичность.
С 1946 года преподавал в Харьковском театральном институте (ныне Харьковский национальный университет искусств имени И. П. Котляревского). Профессор (1957).
Член ВКП(б) с 1944 года.
Умер 8 февраля 1975 года в Харькове. Похоронен на 2-м городском кладбище Харькова. На надгробном камне указаны даты рождения и смерти: 10.12.1882 – 8.02.1975.

## Награды и звания
- Заслуженный артист Украинской ССР (1940)
- Народный артист Украинской ССР (1943)
- Народный артист СССР (1954)
- Сталинская премия 2-й степени (1948) — за исполнение роли Швиденко в спектакле «Генерал Ватутин» Л. Д. Дмитерко
- Орден Ленина (1951)
- Орден Трудового Красного Знамени (1947)
- Орден «Знак Почёта» (1948)
- Медаль «За трудовую доблесть» (1960)
- Медали.

## Творчество

### Роли в театре
- «Гибель эскадры» А. Е. Корнейчука — Гайдай
- «Богдан Хмельницкий» А. Е. Корнейчука — Максим Кривонос
- «Платон Кречет» А. Е. Корнейчука — Берест
- «Крылья» А. Е. Корнейчука — Дремлюга
- «Правда» А. Е. Корнейчука — Тарас Голота
- «Фронт» А. Е. Корнейчука — Мирон
- «Макар Дубрава» А. Е. Корнейчука — Макар
- «Любовь Яровая» К. А. Тренёва — Кошкин
- «Гайдамаки» Т. Г. Шевченко — Железняк
- «Ярослав Мудрый» И. А. Кочерги — Ярослав
- «Генерал Ватутин» Л. Д. Дмитерко — Швиденко
- «Гроза» А. Н. Островского — Тихон
- «Лес» А. Н. Островского — Несчастливцев
- «Земля» Н. Е. Вирты — Листрат
- «Персональное дело» А. П. Штейна — Алексей Кузьмич Хлебников
- «Закон чести» А. П. Штейна — Алексей Алексеевич Добротворский
- «Евгения Гранде» по О. де Бальзаку — Феликс Гранде
- «Савва Чалый» И. К. Карпенко-Карого — Гнат, Михайло
- «Шельменко-денщик» Г. Ф. Квитки-Основьяненко — Шельменко
- «Отелло» У. Шекспира — Отелло
- «Заговор Фиеско в Генуе» Ф. Шиллера — Веррина
- «Овод» по Э. Л. Войнич — Монтанелли

### Роли в кино
- 1924 — Стачка — рабочий
- 1925 — Броненосец «Потёмкин» — матрос
- 1933 — Колиивщина — Максим Зализняк
- 1936 — Прометей — Гаврилов, революционер
- 1939 — Стожары (короткометражный) — Кондрат Стожар

### Сочинения
- Записки актёра. — Киев, 1958.
- Воспоминания о Лесе Курбасе. — Киев, 1969.